# Tony Shalhoub

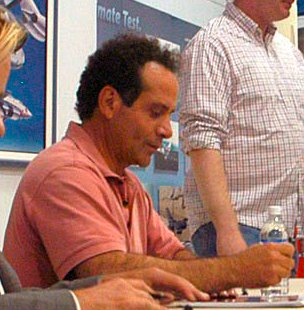
Shalhoub en diciembre de 2005.

Anthony Marcus "Tony" Shalhoub (8 de agosto de 1953) es un actor y productor estadounidense, ganador de cuatro premios Emmy y un Globo de Oro. 
En televisión, fue el protagonista y productor ejecutivo de la serie estadounidense Monk, donde interpretaba a Adrian Monk, un detective que padece un trastorno obsesivo-compulsivo y también ha interpretado a Abe Weissman en la serie The Marvelous Mrs. Maisel, por la que recibió un premio Emmy. Antes había destacado por su papel de taxista italiano en la serie norteamericana de la NBC Wings, en la que intervino desde 1991 hasta 1997.
Shalhoub ha tenido también una exitosa carrera cinematográfica, con papeles en películas como Quick Change (1990), Barton Fink (1991), Big Night (1996), Hombres de negro, Gattaca (ambas de 1997), Paulie, The Siege (ambas de 1998), Héroes fuera de órbita (1999), Spy Kids, Thirteen Ghosts, The Man Who Wasn't There (todas de 2001) y 1408 (2007).
Ha sido ampliamente reconocido por su trabajo, ha ganado un Globo de Oro al Mejor Actor de Serie de Televisión Musical o de Comedia, seis Screen Actors Guild Awards y cuatro Primetime Emmy Awards. Por su trabajo teatral en el circuito de Broadway, Shalhoub obtuvo un premio Tony al mejor actor de musical por su interpretación de Tewfiq Zakaria en The Band's Visit. También ha puesto voz a la franquicia Cars (2006-2017), Tortugas Ninja (2014) y Teenage Mutant Ninja Turtles: Out of the Shadows (2016).

## Primeros años
Shalhoub nació y se crio en Green Bay, Wisconsin. Su padre Joe Shalhoub, migró desde el Líbano a Estados Unidos, huérfano a los diez años de edad. Se casó con Helen, una libanesa-estadounidense de segunda generación, y fundó una cadena de tiendas de comestibles, comenzando con un comercio en el centro de Green Bay.
Tony  es el segundo hermano más joven de diez hijos. Fue introducido al mundo de la actuación por una hermana mayor, quien puso su nombre para extra en una obra de la escuela secundaria de El rey y yo. Desde ese momento se volvió un adicto al teatro. Se graduó en la secundaria Green Bay East, donde sus compañeros lo nombraron como el mejor vestido y el de éxito más prometedor. Durante su último año en la secundaria se fracturó una pierna al caer del escenario en un ensayo. Su recuperación fue rápida y estuvo disponible para actuar en la obra de final de año del instituto. Se graduó como licenciado en Actuación en la Universidad de Southern Maine de Portland y más tarde, en 1980, obtuvo un título en la Yale School of Drama.

## Filmografía
| Año  | Título                                | Papel                                                | Notas                               |
| ---- | ------------------------------------- | ---------------------------------------------------- | ----------------------------------- |
| 2024 | Mr. Monk's Last Case: A Monk Movie    | Adrian Monk                                          | Retoma su papel de Adrian Monk      |
| 2023 | Flamin' Hot                           | Roger Enrico                                         |                                     |
| 2015 | The Adventures of Beatle              | Agente de la oficina de infracciones de aparcamiento |                                     |
| 2015 | 2013                                  | Movie 43                                             | Papá                                |
| 2013 | Pain & Gain                           | Victor Kershaw                                       |                                     |
| 2011 | Cars 2                                | Luigi                                                | Voz (animación)                     |
| 2011 | How Do You Know                       | Psiquiatra                                           |                                     |
| 2011 | Too Big to Fail                       | John Mack                                            |                                     |
| 2007 | Careless                              | Mr. Roth                                             | En producción                       |
| 2007 | 1408                                  | Sam                                                  |                                     |
| 2007 | AmericanEast                          | Sam                                                  | La primera película Árabe-Americana |
| 2006 | Cars                                  | Luigi                                                | Voz (animación)                     |
| 2006 | Sacco and Vanzetti                    | Nicola Sacco                                         | Voz; Documental                     |
| 2005 | Mush                                  |                                                      | Productor ejecutivo                 |
| 2005 | The Naked Brothers Band               | Él mismo                                             |                                     |
| 2005 | The Great New Wonderful               | Dr. Trabulous                                        |                                     |
| 2004 | The Last Shot                         | Tommy Sanz                                           |                                     |
| 2004 | Against the Ropes                     | Sam LaRocca                                          |                                     |
| 2003 | Party Animals                         | Padre de un famoso                                   |                                     |
| 2003 | Spy Kids 3-D: Game Over               | Alexander Minion                                     |                                     |
| 2003 | T for Terrorist                       | Hombre de traje blanco                               | Cortometraje                        |
| 2003 | Something More                        | Mr. Avery                                            |                                     |
| 2003 | Spy Kids 2: The Island of Lost Dreams | Alexander Minion                                     |                                     |
| 2002 | Life or Something Like It             | El profeta Jack                                      |                                     |
| 2002 | Made-Up                               | Max Hires                                            | Director                            |
| 2002 | Impostor                              | Nelson Gittes                                        |                                     |
| 2002 | Hombres de negro II                   | Jack Jeebs                                           |                                     |
| 2001 | 13 fantasmas                          | Arthur Kriticos                                      |                                     |
| 2001 | The Man Who Wasn't There              | Freddy Riedenschneider                               |                                     |
| 2001 | Spy Kids                              | Alexander Minion                                     |                                     |
| 2001 | The Heart Department                  | Dr. Joseph Nassar                                    |                                     |
| 1999 | Galaxy Quest                          | Fred Kwan                                            |                                     |
| 1999 | That Championship Season              | George Sitkowski                                     |                                     |
| 1999 | The Tic Code                          | Phil                                                 |                                     |
| 1998 | A Civil Action                        | Kevin Conway                                         |                                     |
| 1998 | The Siege                             | Agente Frank Haddad                                  |                                     |
| 1998 | The Impostors                         | Voltri, First Mate                                   |                                     |
| 1998 | Paulie                                | Misha Belenkoff                                      |                                     |
| 1998 | Primary Colors                        | Eddie Reyes                                          |                                     |
| 1997 | A Life Less Ordinary                  | Al                                                   |                                     |
| 1997 | Gattaca                               | German                                               |                                     |
| 1997 | Hombres de negro                      | Jack Jeebs                                           |                                     |
| 1996 | Radiant City                          | Narrador                                             |                                     |
| 1996 | Big Night                             | Primo                                                |                                     |
| 1994 | I.Q.                                  | Bob Rosetti                                          |                                     |
| 1993 | Gypsy                                 | Tío Jocko                                            |                                     |
| 1993 | Addams Family Values                  | Jorge                                                |                                     |
| 1993 | Searching for Bobby Fischer           | Miembro del club de ajedrez                          |                                     |
| 1992 | Honeymoon in Vegas                    | Buddy Walker                                         |                                     |
| 1991 | Barton Fink                           | Ben Geisler                                          |                                     |
| 1990 | Quick Change                          | Taxista                                              |                                     |
| 1990 | Longtime Companion                    | Médico de Paul                                       |                                     |
| 1989 | Money, Power, Murder                  | Seth Parker                                          |                                     |
| 1989 | Day One                               | Enrico Fermi                                         |                                     |
| 1988 | Alone in the Neon Jungle              | Nahid                                                |                                     |

### Televisión
| Año       | Título                                                        | Papel                  | Notas           |
| --------- | ------------------------------------------------------------- | ---------------------- | --------------- |
| 2017      | La maravillosa Señora Maisel                                  | Abe Weissman           |                 |
| 2016      | BrainDead                                                     | Raymond Wheatus        |                 |
| 2015      | Nurse Jackie                                                  | Dr. Bernard Prince     |                 |
| 2013      | The Blacklist                                                 | Alistair Pitt          |                 |
| 2002-2009 | Monk                                                          | Adrian Monk            |                 |
| 2000      | MADtv -Temporada 5, Episodio 18 -Temporada 5, Episodio 24     | Taxista, él mismo      |                 |
| 1999-2000 | Stark Raving Mad                                              | Ian Stark              |                 |
| 1999      | Ally McBeal -Temporada 2, Episodio 18 "Those Lips, That Hand" | Albert Shepley         |                 |
| 1997      | White Lightning                                               | Baby Duck              | Voz (animación) |
| 1996      | Frasier -Temporada 3, Episodio 23 "The Focus Group"           | Manu                   |                 |
| 1996      | Almost Perfect -Temporada 1, Episodio 16 "Auto Neurotic"      | Alex Thorpe            |                 |
| 1995      | Gargoyles -Temporada 2, Episodio 31 Grief                     | The Emir               | Voz (animación) |
| 1995      | The X-Files -Temporada 2, Episodio 23 "Soft Light"            | Dr. Chester Ray Banton |                 |
| 1992      | Dinosaurs -Temporada 2, Episodio 14 "Fran Live"               | Jerry                  | Voz (títere)    |
| 1991-1997 | Wings                                                         | Antonio Scarpacci      |                 |
| 1991      | Monsters -Temporada 3, Episodio 17 "Leavings"                 | Mancini                |                 |
| 1987      | Spenser: For Hire -Temporada 2, Episodio 19 "The Road Back"   | Dr. Hambrecht          |                 |
| 1986      | The Equalizer -Temporada 1, Episodio 19 "Breakpoint"          | Terrorista             |                 |